# Burg Kaltenštejn
Die Ruine der gotischen Burg Kaltenštejn (deutsch Kaltenstein, früher Kaldenstein) liegt 437 m hoch am Hagewasser, südöstlich des Ortes Černá Voda (Schwarzwasser) bei den Siedlungen Nové Podhradí (Neu-Kaltenstein)  und Staré Podhradí (Alt-Kaltenstein) im Okres Jeseník (Freiwaldau) in Tschechien. 

## Geschichte
Die Burg wurde um 1290 auf der Erhebung Hradisko errichtet, die früher Bischofmütze genannt wurde. 
Die gesamte Burganlage bedeckt eine Fläche von 100 mal 30 bis 70 Metern. Der Eingang zur Burg lag auf der Westseite, deren Reste noch erkennbar sind. Die Burgmauer mit einer Stärke von rund zwei Metern ist noch auf einer Länge von 38 Metern erkennbar. Die südliche Seite der Burg war am meisten gefährdet und wurde deshalb besonders stark befestigt. Auf dem Gelände der Burg soll sich eine Mühle und eine Bierbrauerei befunden haben. Ein wichtiger Teil der Burganlage war der wuchtige Fluchtturm mit einer Mauerdicke von etwa vier Metern. Das Baumaterial stammte aus dem in der Nähe gewonnenen Granit.
Erstmals erwähnt wurde die Burg im Jahre 1295 als „Castrum Kaldensteyn“. Damals erwarb sie der Piastenherzog Bolko I. vom Herzogtum Schweidnitz-Jauer. Auf Bitten des Breslauers Bischofs Johann III. Romka wurde vom Papst der Krakauer Bischof Johann Muskata als Schlichter eingesetzt. Dieser erreichte, dass die Burg wieder an den Breslauer Bischof zurückfiel.
Mit Beginn des 14. Jahrhunderts geriet die Burg in Pfandabhängigkeit, aus der sie 1307 herausgekauft wurde. 1319 war sie im Besitz der mächtigen Adelsfamilie Haugwitz. 1345 erwarb sie der Breslauer Bischof Preczlaw von Pogarell. Diesem diente sie als Bergfried, auf dessen höchster Stelle ein zweiflügliger Palas stand. Ab 1398 unterstand die Burg dem Burgkastellan Konrad Muschin, einem Verwandten des Kriegers und Hus-Anhängers Hynek Muschin. In der Zeit der Hussitenkriege unterstand die Burg dem Verwalter Kunz aus Sedlitz. Kaltenstein war damals eine der Burgen im Altvatergebiet, die nicht eingenommen werden konnten. 1428 wurde die Burg mit den umliegenden Städten und Dörfern an Pelkan von Kalkau verpachtet.
Von der Burg in Glatz entführte im Sommer 1440 Sigismund von Reichenau, der auch „Rachna“ genannt wurde, die Tochter Anna des verstorbenen Puta d. J. von Častolowitz auf die Burg Neuhaus in der Nähe von Patschkau. Hintergrund der Entführung war Rachnas Wunsch, durch eine mögliche Heirat mit Anna an einen Teil des Erbes ihres verstorbenen Vaters zu gelangen. Nachdem Hynek Kruschina von Lichtenburg kurze Zeit später die Besitzungen Putas erworben und dessen Witwe Anna von Kolditz geheiratet hatte, eroberte er Anfang 1441 die Burg Neuhaus und befreite seine Stieftochter. Rachna gelang die Flucht auf die 22 Kilometer südlich gelegene Burg Kaltenštejn. Dort nahmen seine Helfer den Burgherrn Nikolaus Pelkan von Kalkau (Mikuláš Pelkan z Kalkova) gefangen und besetzten die Burg. Obwohl Hynek Kruschina den Entführer nach Kaltenstein verfolgt hatte, brannte er nur einige der umliegenden Dörfer nieder und überließ die Eroberung der Burg und die Bestrafung des Entführers Rachna dem Breslauer Bischof Konrad von Oels. Dessen Heer eroberte die Burg am 11. März 1441. Rachna wurde auf der Burg zu Tode gefoltert, seine Helfer wurden nach Neisse gebracht, wo sie gefoltert und schließlich gehängt wurden.
Danach bewohnte die Burg der bischöfliche Burggraf Hanusch von Moschin gegen Pacht. 1460 erhielt Nikolaus Meinold die Burg Kaltenstein im Tausch gegen Friedeberg. Nach dessen Tod führte seine Witwe mit ihrem Sohn Hynek die Verwaltung weiter. Am 29. Juni 1467 ließ Bischof Jodok von Rosenberg den renitenten Breslauer Dompropst Johann Düster festsetzen und auf die Burg verbringen. 1470 kaufte das Breslauer Domkapitel die Burg für 2700 Gulden wieder zurück. Hynek erhielt dafür die Stadt Weidenau mit den dazugehörigen Dörfern unterhalb der Burg. Zwei Jahre später erwarb Hynek Meinold die Burg erneut. 1497 wurde sie von Ritter Heinrich von Tetau für 2700 Gulden erworben.
1505 erwarb der Breslauer Bischof Johannes Turzo die Burg Kaltenstein für 1400 Gulden. Gegen den Willen seines Domkapitels gab er sie zum Abriss frei. Ein Teil der Natursteine aus dem Mauerwerk wurde zum Bau des Schlosses Johannesberg bei Jauernig verwendet, der Sommerresidenz der Breslauer Bischöfe.